# Aeródromo de Chaitén
El Aeródromo de Chaitén (OACI: SCTN) es un aeródromo ubicado a 5 km al sureste del centro de Chaitén, Chile. Es administrado por la Dirección General de Aeronáutica Civil de Chile.
Inaugurado el año 1994 para fomentar turismo y aumentar el transporte hacia y desde Chaitén. El 2 de mayo de 2008 fue cerrado para la aviación comercial y civil, debido a la erupción del volcán Chaitén. Pero para la aviación militar aún sigue su funcionamiento, exceptuando algunos días de alto riesgo.

## Aerolíneas
- Sky Airline
  - Puerto Montt / Aeropuerto Internacional El Tepual
  - Santiago de Chile / Aeropuerto Internacional Arturo Merino Benítez

- Aeropuelche
  - Puerto Montt / Aeropuerto Internacional El Tepual
  - Castro / Aeródromo Gamboa
  - Osorno / Aeródromo Callipulli

- Línea Ñuble
  - Concepción / Aeropuerto Internacional Carriel Sur
  - Chillán / Aeropuerto General Bernardo O'Higgins
  - Puerto Montt / Aeropuerto Internacional El Tepual